# Municipio de Huichapan
El municipio de Huichapan es uno de los ochenta y cuatro municipios que conforman el estado de Hidalgo, México. La cabecera municipal y la localidad más poblada es Huichapan.
El municipio se localiza al poniente del territorio hidalguense entre los paralelos 20°16′ y 20°31′ de latitud norte; los meridianos 99°29′ y 99°52′ de longitud oeste; con una altitud entre 1800 y 3000 m s. n. m. Este municipio cuenta con una superficie de 660.73 km², y representa el 3.17 % de la superficie del estado; dentro de la región geográfica denominada como Valle del Mezquital.
Colinda al norte con el municipio de Tecozautla; al este con los municipios de Tecozautla, Alfajayucan y Chapantongo; al sur con los municipios de Chapantongo y Nopala de Villagrán; al oeste el estado de Querétaro.

## Toponimia
El nombre deriva de las raíces nahuas Huexoapan huexotl, "sauce"; y atl, «río» que significa «ríos de los sauces», también significa «lugar donde sus habitantes llegan tarde». Sin embargo, de acuerdo con algunos historiadores, los toltecas que se asentaron en esta zona, la nombraron Hueychapan que significa «abundancia de agua».

## Geografía

### Relieve e hidrográfica
En cuanto a fisiografía se encuentra dentro de la provincias del Eje Neovolcánico; dentro de la subprovincias de Llanuras y Sierras de Querétaro e Hidalgo. Su territorio es lomerío (46.0%), escudo volcanes (21.0%), sierra (21.0%) y llanura (12.0%).
En cuanto a su geología corresponde al periodo neógeno (90.9%), cuaternario (5.0%) y cretácico (1.0%). Con rocas tipo ígnea extrusiva: toba ácida (35.9%), basalto (34.0%), volcanoclástico (14.5%), toba ácida– brecha volcánica ácida (4.0%), dacita (1.5%) y brecha volcánica básica (1.0%); sedimentaria: caliza (1.0%);  y suelo: aluvial (5.0%). En cuanto a edafología el suelo dominante es phaeozem (54.0%), vertisol (23.5%), luvisol (10.5%), planosol (6.0%), regosol (1.0%), calcisol (1.0%) y leptosol (0.9%).
En lo que respecta a la hidrología se encuentra posicionado en la región hidrológica del Pánuco; en la cuenca del río Moctezuma; dentro de la subcuenca del río Tecozautla (93.0%), río Alfajayucan (6.0%) y río San Juan (1.0%). Las principales fuentes hidrológicas de este municipio son; el arroyo Hondo que da tributo al río San Francisco, el cual cruza el territorio de este municipio por la parte media de sur a norte, y la presa Francisco I Madero. Existe una fuente de agua termal en Pathecito y de agua potable en Sabina Grande, San José Atlán y Sabinita.

### Clima
El territorio municipal se encuentran los siguientes climas con su respectivo porcentaje: Semiseco templado (88.0%), templado subhúmedo con lluvias en verano, de menor humedad (10.0%) y templado subhúmedo con lluvias en verano, de humedad media (2.0%).

### Ecología
En cuanto a flora está formada principalmente de zonas semidesérticas donde encontramos nopaleras, matorrales, garambullo. Además con un área de bosque en donde predomina el encino prieto y oyamel, en la mayoría del territorio observamos la gran cantidad de árboles de pirul. En cuanto a fauna predominan gato montés, liebre, conejo, topo, ratón de campo, ardilla, zorrillo, tlacuache, zorra, existe además una variedad de aves como el halcón, águilas, cuervos; víboras y lagartijas.

## Demografía

### Población
De acuerdo a los resultados que presentó el Censo Población y Vivienda 2020 del INEGI, el municipio cuenta con un total de 47 425 habitantes, siendo 22 780 hombres y 24 645 mujeres. El municipio tiene una densidad de 71.8 hab/km², la mitad de la población tiene 30 años o menos, existen 92 hombres por cada 100 mujeres.
El porcentaje de población que habla lengua indígena es de 1.40 %, y el porcentaje de población que se considera afromexicana o afrodescendiente es de 0.69 %. En el municipio se habla principalmente otomí del oeste del valle del Mezquital.
Tiene una Tasa de alfabetización de 99.3 % en la población de 15 a 24 años, de 93.8 % en la población de 25 años y más. El porcentaje de población según nivel de escolaridad, es de 4.0 % sin escolaridad, el 63.2 % con educación básica, el 19.6 % con educación media superior, el 13.0 % con educación superior, y 0.1 % no especificado.
El porcentaje de población afiliada a servicios de salud es de 71.6 %. El 35.8 % se encuentra afiliada al IMSS, el 55.3 % al INSABI, el 7.1 % al ISSSTE, 0.4 % IMSS Bienestar, 0.2 % a las dependencias de salud de PEMEX, Defensa o Marina, 0.8 % a una institución privada, y el 1.4 % a otra institución. El porcentaje de población con alguna discapacidad es de 7.3 %. El porcentaje de población según situación conyugal, el 32.7 % se encuentra casada, el 34.5 % soltera, el 21.8 % en unión libre, el 4.2 % separada, el 1.2 % divorciada, el 5.5 % viuda.
Para 2020, el total de viviendas particulares habitadas es de 12 880 viviendas, representa el 1.5 % del total estatal. Con un promedio de ocupantes por vivienda 3.7 personas. Predominan las viviendas con tabique y block. En el municipio para el año 2020, el servicio de energía eléctrica abarca una cobertura del 99.0 %; el servicio de agua entubada un 61.2 %; el servicio de drenaje cubre un 89.9 %; y el servicio sanitario un 93.8 %.

### Localidades
Para el año 2020, de acuerdo al Catálogo de Localidades, el municipio cuenta con 85 localidades.
| Código INEGI | Localidad                          | Población (2020) | Porcentaje (%) | Ámbito Población | Categoría Población |
| ------------ | ---------------------------------- | ---------------- | -------------- | ---------------- | ------------------- |
| 130290001    | Huichapan                          | 9853             | 20.78          | Urbano           | Cabecera municipal  |
| 130290024    | San José Atlán                     | 3546             | 7.48           | Urbano           | Comunidad           |
| 130290029    | Tlaxcalilla                        | 3479             | 7.34           | Urbano           | Comunidad           |
| 130290022    | La Sabinita                        | 2400             | 5.06           | Rural            | Comunidad           |
| 130290016    | Llano Largo                        | 2270             | 4.79           | Rural            | Comunidad           |
| 130290017    | Mamithí                            | 2216             | 4.67           | Rural            | Comunidad           |
| 130290004    | Bondojito                          | 1866             | 3.93           | Rural            | Comunidad           |
| 130290035    | Zothé                              | 1638             | 3.45           | Rural            | Comunidad           |
| 130290015    | Jonacapa                           | 1162             | 2.45           | Rural            | Comunidad           |
| 130290037    | Estación Huichapan                 | 1097             | 2.31           | Rural            | Comunidad           |
| 130290018    | Maney                              | 1057             | 2.23           | Rural            | Comunidad           |
| 130290011    | Dantzibojay                        | 1006             | 2.12           | Rural            | Comunidad           |
| 130290021    | Pedregoso                          | 978              | 2.06           | Rural            | Comunidad           |
| 130290010    | Dandhó                             | 932              | 1.97           | Rural            | Comunidad           |
| 130290006    | El Cajón                           | 885              | 1.87           | Rural            | Comunidad           |
| 130290012    | Dongoteay                          | 866              | 1.83           | Rural            | Comunidad           |
| 130290007    | El Carmen                          | 835              | 1.76           | Rural            | Comunidad           |
| 130290019    | Maxthá                             | 808              | 1.70           | Rural            | Comunidad           |
| 130290030    | Vitejhé                            | 745              | 1.57           | Rural            | Comunidad           |
| 130290025    | El Saucillo                        | 625              | 1.32           | Rural            | Comunidad           |
| 130290023    | Sabina Grande                      | 587              | 1.24           | Rural            | Comunidad           |
| 130290034    | Zequetejé                          | 584              | 1.23           | Rural            | Comunidad           |
| 130290009    | La Cruz                            | 580              | 1.22           | Rural            | Comunidad           |
| 130290032    | Yonthé                             | 530              | 1.12           | Rural            | Comunidad           |
| 130290082    | San Isidro el Astillero            | 523              | 1.10           | Rural            | Comunidad           |
| 130290002    | El Apartadero                      | 521              | 1.10           | Rural            | Comunidad           |
| 130290026    | Taguí                              | 507              | 1.07           | Rural            | Comunidad           |
| 130290005    | Boye                               | 444              | 0.94           | Rural            | Ranchería           |
| 130290014    | Huixcazdhá (La Manga)              | 443              | 0.93           | Rural            | Ranchería           |
| 130290090    | Ejido de Huichapan                 | 344              | 0.73           | Rural            | Ranchería           |
| 130290084    | Santa Bárbara                      | 341              | 0.72           | Rural            | Ranchería           |
| 130290031    | Xajay                              | 309              | 0.65           | Rural            | Ranchería           |
| 130290036    | La Escondida                       | 283              | 0.60           | Rural            | Ranchería           |
| 130290003    | Guadalupe el Astillero [Colonia]   | 277              | 0.58           | Rural            | Ranchería           |
| 130290043    | Comodeje                           | 246              | 0.52           | Rural            | Ranchería           |
| 130290046    | Monte Alegre                       | 238              | 0.50           | Rural            | Ranchería           |
| 130290013    | Dothí                              | 231              | 0.49           | Rural            | Ranchería           |
| 130290027    | Taxquí                             | 230              | 0.48           | Rural            | Ranchería           |
| 130290033    | Zamorano                           | 216              | 0.46           | Rural            | Ranchería           |
| 130290096    | El Pedregal                        | 198              | 0.42           | Rural            | Ranchería           |
| 130290028    | El Tendido                         | 164              | 0.35           | Rural            | Ranchería           |
| 130290047    | El Gavillero de Mintho             | 154              | 0.32           | Rural            | Ranchería           |
| 130290049    | Guadalupe                          | 138              | 0.29           | Rural            | Ranchería           |
| 130290093    | San Mateo                          | 124              | 0.26           | Rural            | Ranchería           |
| 130290117    | Barrio San José                    | 111              | 0.23           | Rural            | Ranchería           |
| 130290048    | Chile Verde                        | 82               | 0.17           | Rural            | Ranchería           |
| 130290120    | Las Fracciones                     | 73               | 0.15           | Rural            | Ranchería           |
| 130290113    | El Sitio (Las Fuentes)             | 71               | 0.15           | Rural            | Ranchería           |
| 130290073    | Presa Francisco I. Madero          | 71               | 0.15           | Rural            | Ranchería           |
| 130290060    | La Manzana del Tendido             | 70               | 0.15           | Rural            | Ranchería           |
| 130290042    | El Divisadero                      | 45               | 0.09           | Rural            | Ranchería           |
| 130290089    | Zethé                              | 43               | 0.09           | Rural            | Ranchería           |
| 130290055    | El Zapote                          | 41               | 0.09           | Rural            | Ranchería           |
| 130290103    | Xindhó [Barrio]                    | 37               | 0.08           | Rural            | Ranchería           |
| 130290116    | Barrio Macuathi (Barrio Guadalupe) | 33               | 0.07           | Rural            | Ranchería           |
| 130290127    | Ejido de Pedregoso                 | 33               | 0.07           | Rural            | Ranchería           |
| 130290044    | Huixfí                             | 32               | 0.07           | Rural            | Ranchería           |
| 130290051    | El Refugio                         | 27               | 0.06           | Rural            | Ranchería           |
| 130290110    | Las Sábilas                        | 25               | 0.05           | Rural            | Ranchería           |
| 130290123    | El Jarillal                        | 23               | 0.05           | Rural            | Ranchería           |
| 130290125    | Los Pirules                        | 14               | 0.03           | Rural            | Ranchería           |
| 130290039    | Las Rosas [Rancho]                 | 13               | 0.03           | Rural            | Ranchería           |
| 130290038    | La Soledad                         | 12               | 0.03           | Rural            | Ranchería           |
| 130290067    | Chichimequillas                    | 11               | 0.02           | Rural            | Ranchería           |
| 130290102    | Ejido de Maxthá                    | 10               | 0.02           | Rural            | Ranchería           |
| 130290065    | Cangadhó                           | 9                | 0.02           | Rural            | Ranchería           |
| 130290070    | La Cueva                           | 9                | 0.02           | Rural            | Ranchería           |
| 130290080    | Pathecito                          | 6                | 0.01           | Rural            | Ranchería           |
| 130290083    | San José Dandhó (Los Jaramillo)    | 5                | 0.01           | Rural            | Ranchería           |
| 130290053    | Hacienda Huixcasdhá                | 4                | 0.01           | Rural            | Ranchería           |
| 130290130    | La Espiga de Oro                   | 4                | 0.01           | Rural            | Ranchería           |
| 130290079    | La Mesita                          | 4                | 0.01           | Rural            | Ranchería           |
| 130290108    | La Venta [Rancho]                  | 4                | 0.01           | Rural            | Ranchería           |
| 130290020    | Minthó [Hacienda]                  | 4                | 0.01           | Rural            | Ranchería           |
| 130290088    | Xindhó                             | 4                | 0.01           | Rural            | Ranchería           |
| 130290008    | Comodeje [Hacienda]                | 3                | 0.01           | Rural            | Ranchería           |
| 130290066    | El Cerrito de las Flores           | 3                | 0.01           | Rural            | Ranchería           |
| 130290122    | La Güera                           | 3                | 0.01           | Rural            | Ranchería           |
| 130290105    | Capricornio [Fonda]                | 2                | 0.00           | Rural            | Ranchería           |
| 130290119    | El Betel                           | 2                | 0.00           | Rural            | Ranchería           |
| 130290062    | Las Bóvedas                        | 2                | 0.00           | Rural            | Ranchería           |
| 130290072    | Dexcadho (Peña Azul)               | 1                | 0.00           | Rural            | Ranchería           |
| 130290126    | El Bintzha                         | 1                | 0.00           | Rural            | Ranchería           |
| 130290109    | San José Boye                      | 1                | 0.00           | Rural            | Ranchería           |
| 130290129    | Santa Fe                           | 1                | 0.00           | Rural            | Ranchería           |

## Política
Se erigió como municipio el 11 de marzo de 1824. El Ayuntamiento está compuesto por: un presidente municipal, un síndico, doce regidores, y cuarenta y cuatro delegados municipales. De acuerdo al Instituto Nacional electoral (INE) el municipio está integrado por treinta y siete secciones electorales, de la 0510 a la 0546. Para la elección de diputados federales a la Cámara de Diputados de México y diputados locales al Congreso de Hidalgo, se encuentra integrado al V Distrito Electoral Federal de Hidalgo y al VI Distrito Electoral Local de Hidalgo. A nivel estatal administrativo pertenece a la Macrorregión V y a la Microrregión XI, además de a la Región Operativa XIV Huichapan.

### Cronología de presidentes municipales
| Periodo                  | Nombre                           | Afiliación política        |
| ------------------------ | -------------------------------- | -------------------------- |
| 1964-1967                | Ignacio García Villegas          | -                          |
| 1967-1970                | Luis Jiménez Hernández           | -                          |
| 1970-1973                | Gaspar Guerrero Magos            | -                          |
| 1973-1976                | Jesús Jiménez Anaya              | -                          |
| 1976-1979                | Jesús A. Pacheco Rojas           | -                          |
| 1979-1982                | José Verduzco Tapia              | -                          |
| 1982-1985                | Arturo Jiménez Rufino            | -                          |
| 1985-1988                | Jesús Jiménez Uribe              | -                          |
| 1988-1991                | Fernando Jiménez Uribe           | -                          |
| 1991-1994                | José Almaquio García Cravioto    | -                          |
| 16/01/1994 al 15/01/1997 | Alejandro Rivera Cela            | PRI                        |
| 16/01/1997 al 15/01/2000 | José Alfredo Lugo Gil            | PRI                        |
| 16/01/2000 al 15/01/2003 | Jesús Alberto Pacheco Rojas      | PRI                        |
| 16/01/2003 al 15/01/2006 | Rodolfo A. Moreno González       | PAN                        |
| 16/01/2006 al 15/01/2009 | Juan Francisco Mendoza Guerrero  | PRI                        |
| 16/01/2009 al 15/01/2012 | Gerardo Torres Stringhini        | Mas x Hidalgo              |
| 16/01/2012 al 04/09/2016 | Fernando Jiménez Uribe           | PVEM                       |
| 05/09/2016 al 04/09/2020 | Humberto Alejandro Lugo Guerrero | PRI                        |
| 05/09/2020 al 14/12/2020 | Pablo Campistrano Olvera         | Concejo Municipal Interino |
| 15/12/2020 al 04/09/2024 | Emeterio Moreno Magos            | PVEM                       |
| 05/09/2024 al 04/09/2027 | Yeymi Yadira Solís Zavala        | Morena                     |

## Economía
En 2015 el municipio presenta un IDH de 0.732 Alto, por lo que ocupa el lugar 34.º a nivel estatal; y en 2005 presentó un PIB de $1 733 427 008 pesos mexicanos, y un PIB per cápita de $43 626 (precios corrientes de 2005).
De acuerdo con el Consejo Nacional de Evaluación de la Política de Desarrollo Social (Coneval), el municipio registra un Índice de Marginación Bajo. El 48.3% de la población se encuentra en pobreza moderada y 9.5% se encuentra en pobreza extrema. En 2015, el municipio ocupó el lugar 31 de 84 municipios en la escala estatal de rezago social.
A datos de 2015, en materia de agricultura, los principales cultivos son maíz con una superficie sembrada de 9778 hectáreas y con 4120 hectáreas de fríjol. En ganadería se cuenta con una población de 3229 cabezas de porcino, 3229 de ganado porcino, y 2912 cabezas de ganado ovino. Para 2015 existen 1376 unidades económicas, que generaban empleos para 4322 personas. En lo que respecta al comercio, se cuenta con cinco tianguis, seis tiendas Liconsa, y veintitrés tiendas Diconsa.
De acuerdo con cifras al año 2015 presentadas en los censos económicos del INEGI, la Población Económicamente Activa (PEA) del municipio asciende a 16 469 de las cuales 15 970 se encuentran ocupadas y 499 se encuentran desocupadas. El 12.29% pertenece al sector primario, el 37.59% pertenece al sector secundario, el 48.57% pertenece al sector terciario.